# Alan Davidson (jugador de futbol)
Alan Edward Davidson (Melbourne, Austràlia, 1 de juny de 1960) és un exjugador de futbol i futbol sala australià que jugava com a defensa. El seu pare és australià i la seva mare és japonesa.

## Carrera de club
Davidson va debutar com a sènior a la Victorian State League el 1976, a l'edat de 15 anys, jugant per l'Altona City SC que havia estat el seu club júnior. Va fitxar pel South Melbourne el 1978, on va jugar fins al final de la temporada 1984, fent 155 aparicions i marcant 13 gols.
Es va traslladar a Anglaterra per a la temporada 1984-85 per al Nottingham Forest FC i un prometedor inici on va entrar al primer equip com a lateral dret va ser reduït per una malaltia després de sofrir un cop al cap i tenir un atac durant un partit de reserva en una nit frígida que el va deixar fora fins al final de la temporada. Va reprendre l'entrenament i va jugar per al primer equip, va patir una greu lesió a l'esquena que l'havia deixat fora durant més d'un any, cosa que el va obligar a retirar-se anticipadament i va tornar a la seva casa a Melbourne.
Va tornar a jugar a Austràlia a finals de 1986 amb el South Melbourne i el 1987 va fitxar pel Melbourne Croata, va fer 133 partits i va marcar 10 gols des de 1987 fins al final de la temporada 1991-92 i va fitxar pel Pahang FA de Malàisia el 1992, on va ser escollit millor jugador de la lliga, guiant l'equip al doble Campionat de la M-League i la Malaysia Cup. Va ser l'únic jugador estranger que va ser honrat i va rebre un AMP atorgat pel sultà de Pahang el 1996.
Durant 1989 Davidson va ser capità de l'Equip Nacional de Futsal d'Austràlia en la primera Copa Mundial de Futsal de la FIFA a Holanda, on va jugar en els tres partits de la primera ronda contra Zimbàbue, Itàlia i els Estats Units. Brasil es va coronar Campió Mundial de Futsal de la FIFA en vèncer a Holanda per 2-1 en la final.
Prop del final de la seva carrera com a jugador, va ser fitxat pel South Melbourne FC durant dues temporades (1994-95 i 1995-96), mentre que en el club malai, Pahang FA en l'interval (1992-96). En la seva penúltima temporada (1996-97) va ser hoste dels Collingwood Warriors, i la seva última temporada (1997-98) va tornar als Melbourne Knights.
Finalment es va retirar en 1998 a l'edat de trenta-vuit anys després de tres campanyes de la Copa Mundial, una Copa Mundial de Futsal de la FIFA en 1989 i uns Jocs Olímpics: Olimpíades de Seül en 1988, 79 partits de futbol, 51 partits internacionals de la FIFA i va ser el número 32 del capità de futbol i el número 292 de la gorra de futbol. Va ser admès en la Federació de Futbol d'Austràlia, Saló de la Fama del Futbol, en la categoria de Saló dels Campions en 2001.
Davidson va ser nomenat entrenador principal del seu antic equip Pahang el gener de 1999, no obstant això es va separar del Pahang a l'abril del mateix any.
En 2006, l'exentrenador de la Copa Mundial de Futbol de 1974, Rale Rasic, va nomenar a Davidson en el seu millor equip de futbol.
Alan Davidson, també forma part del Panel Independent de Revisió de Partits de la Federació Australiana de Fútbol A-League i és un dels dos membres fundadors de l'actual Panel de Revisió de Partits format en la temporada 2008-9 de la A-League.
La carrera futbolística de Davidson va ser guardonada el 12 de juliol de 2012 en la cerimònia de la "Gala de Futbolistes més gran d'Austràlia" celebrada en el Centre de Convencions de Sydney, sent nomenat en l'"Equip de Futbol" d'Austràlia el millor dels 11 de tots els temps.
El millor equip de futbol dels 11 seleccionats va ser: Mark Schwarzer, Lucas Neil, Joe Marston, Craig Moore, Alan Davidson, Johnny Warren, Ned Zelic, Tim Cahill, Ray Baartz, Mark Viduka i Harry Kewell.
Alan ha estat membre honorari del Club de Futbol de la Policia de Victoria (VPSC) durant diversos anys (el seu pare va ser membre de la Policia de Victoria), representant al Club en diversos esdeveniments locals i nacionals. El juny de 2013, Alan va ser honrat en acceptar el títol de Patró de la Comunitat de VPSC. Alan va viatjar amb el VPSC el juliol de 2013 a Hong Kong, on va jugar per al VPSC en un torneig amb la Força de Policia de Hong Kong, Hong Kong Celebrity All Stars i la Federació Asiàtica de Futbol de Victoria. VPSC va passar pel torneig invicte per a guanyar el títol.
Alan Davidson va ser honrat per la Federació de Futbol de Victoria en el Grand Hyatt de Melbourne el 14 d'octubre de 2013 en reconeixement de la seva destacada contribució al futbol en l'estat de Victoria i inclòs en el Saló de la Fama de la Federació de Futbol de Victoria.
El dimarts 17 de desembre de 2013 Alan Davidson va ser honrat novament per la Federació de Futbol d'Austràlia i seleccionat en l'Equip de la FFA del Decenni entre 1980 i 1989 en The Crown Towers de Melbourne. L'Equip de la Dècada de la FFA per als anys 80 Terry Greedy, Alan Davidson, Tony Henderson, Charlie Yankos, Graham Jennings, Joe Watson, Murry Barnes, Oscar Crino, Zarko Odzakov, John Kosmina, Eddie Krncevic.
El dimecres 19 de març de 2014, Alan Davidson va ser honrat novament per la Federació de Futbol de Victoria en atorgar-li un Membre Vitalici de la FFV en reconeixement del seu destacat servei meritori al futbol en Victoria.

## Carrera Internacional
Els seus primers honors com a representant d'Austràlia van ser en 1978-79 durant la Copa Mundial Juvenil Sub-19, els partits de classificació a Nova Zelanda i el Paraguai i va realitzar 10 participacions juvenils.
Davidson va debutar amb la selecció absoluta d'Austràlia el 9 de febrer de 1980 a l'edat de 19 anys contra Txecoslovàquia a Melbourne, empatant el partit 2-2.
Davidson es va retirar com a capità dels Socceroos #32 després de 79 partits internacionals (51 en partits oficials de la FIFA) entre 1980 i 1991 amb la selecció australiana, marcant 2 gols en aquestes trobades.

## Palmarès
Amb Australia:
- La Copa de Nacions de la OFC: 1980
- Copa Trans-Tasman: Guanyadors 1988, subcampions 1983, 1987
- Copa Merlion: Guanyadors 1982, 1983
- La Copa del President de Corea del Sud: Subcampió en 1987
- Copa d'Or del Bicentenari 1988 Subcampió
- 1988 Jocs Olímpics de Seül Corea del Sud
- Copa Mundial de Futsal de la FIFA de 1989: Holanda

Amb South Melbourne FC:
- Campionat de la NSL: 1984
- Copa NSL: 1995–1996
- La Copa Hel·lènica: 1984

Amb Nottingham Forest FC:
- Copa d'Aràbia Saudita: Guanyadors 1984

Amb Melbourne Knughts FC:
- Campionat de la NSL: Subcampions: 1990-1991, 1991-1992
- Escut de desafiament Ansett: 1987
- Copa Búfal: 1987

Amb Pahang FC:
- Lliga Premier de Malàisia: M-League 1992, 1995
- La Copa de Malàisia: 1992: Subcampions 1994, 1995
- Escut de la Caritat de Malàisia: 1992, 1993 Pujades en 1995
- Copa de la FA de Malàisia: Subcampió en 1995

Amb els Guerrers de Collingwood:
- Copa NSL: 1996–1997

Honors personals:
- Alan Davidson - Camp 18: Llac del Parc Albert -1996
- Ahli Mahkota Pahang Pahang: - 1996
- L'equip del segle: South Melbourne FC - 2000
- FFA Hall of Champions Inductee - 2001
- El Saló de Campions del South Melbourne FC: Inductee - 2002
- "El millor equip dels Socceroos XI": Alan Davidson - 2012
- Federació de Futbol de Victoria, Saló de la Fama - 2013
- Federació de Futbol d'Austràlia, Equip de la Dècada 1980-89 - 2013
- Federació de Futbol de Victoria, Membre Vitalici - 2014

## Vida Personal
El seu fill Jason és també un jugador de futbol professional, que actualment juga per a Ulsan Hyundai i els Socceroos.